# Nakajima J5N
Il Nakajima J5N Tenrai (天雷? tuono celeste) era un caccia intercettore bimotore ad ala bassa sviluppato dall'azienda giapponese Nakajima Hikōki KK negli anni quaranta e rimasto allo stadio di prototipo.

## Storia del progetto
Nel 1943, con l'apparizione nel teatro operativo del Pacifico dei nuovi bombardieri pesanti Consolidated B-24 Liberator, la Dai-Nippon Teikoku Kaigun Kōkū Hombu, il servizio aeronautico della Marina imperiale giapponese, emise una specifica (denominata 18 Shi), relativa ad un intercettore pesante bimotore, monoposto, dotato di ampia autonomia. La specifica prevedeva un aereo dotato di una velocità massima di 665 km/h a 6 000 m, dotato di armamento pesante, pari a due cannoni Type 5 calibro 30 mm. Per rispondere a questa specifica la Marina Imperiale lasciò ampia possibilità alla ditte concorrenti di adottare qualsiasi formula aeronautica e motorizzazione disponibile.
Verso la fine del 1943 l'ufficio tecnico della Nakajima, basandosi sul precedente velivolo triposto J1N1-S Gekko, presentò un progetto realizzato dagli ingegneri Katsuji Nakamura e Kazuo Ohno, designato N-20. Il progetto prevedeva un aereo più piccolo dello J1N1-S, bimotore, monoposto, con la cabina di pilotaggio spostata in avanti. La scelta dei propulsori cadde sui potenti radiali a doppia stella Nakajima NK9H Homare 21 a 18 cilindri, raffreddato ad aria, azionanti eliche quadripala. Il corto muso offriva al pilota una eccellente visuale anteriore durante l'atterraggio, il decollo ed il rullaggio sulla pista di volo. L'armamento previsto, installato nella parte inferiore del muso, si basava su quattro cannoni, due Tipo 5 da 30 mm e due Tipo 99 Modello 2 da 20 mm. Il progetto dell'aereo venne giudicato soddisfacente dai tecnici della Marina Imperiale, e la Dai-Nippon Teikoku Kaigun Kōkū Hombu emise un ordine per la produzione di sei prototipi.

## Tecnica
L'aereo era un caccia intercettore pesante dotato di configurazione convenzionale, di costruzione interamente metallica (compreso il rivestimento esterno). Monoplano con ala di forma trapezoidale, avente diedro di 5°, posta in posizione medio-bassa. La fusoliera aveva sezione ovoidale, decrescente verso la parte terminale posteriore del velivolo. L'impennaggio di coda era monoderiva. Il carrello di atterraggio principale era completamente retrattile, con le gambe anteriori ad azionamento oleo-pneumatico, che si posizionavano all'interno della parte posteriore delle gondole dei motori. Gli pneumatici anteriori erano del tipo a bassa pressione, mentre il ruotino di coda era orientabile a terra.
I propulsori erano due motori radiali Nakajima NK9H Homare-21 a 18 cilindri, raffreddati ad aria, eroganti la potenza di 1 990 CV (1 464 kW) Le eliche quadripala metalliche a velocità costante, prodotte su licenza VDM, avevano un diametro di 3,10 m. La capacità carburante era pari a 1.150 litri, mentre quella dell'olio motore era di 100 litri.
L'equipaggio era composto da un pilota, alloggiato all'interno di un abitacolo completamente chiuso, a forma di goccia che garantiva una visibilità totale. Il tettuccio si apriva per scorrimento verso l'indietro. Le caratteristiche dell'abitacolo, e la sua forma, garantivano al pilota una grande visibilità sia verso l'alto che verso il basso. L'equipaggiamento standard comprendeva: impianto per l'erogazione dell'ossigeno, radio ricetrasmittente, riscaldamento e predisposizione per il volo notturno.
L'armamento si componeva di due cannoni Type 99 modello 2 calibro 20 mm e due cannoni Type 5 calibro 30 mm.

## Impiego
Il primo esemplare, designato Nakajima 18 Shi/J5N1 Tenrai ("Tuono Celeste"), venne terminato nel marzo 1944, e volò per la prima volta il 13 luglio dello stesso anno Durante i collaudi effettuati i piloti segnalarono l'insufficiente potenza dei propulsori, tanto che la velocità massima registrata fu di 597 km/h a 5 600 m, ben al di sotto di quella richiesta dalla specifica. Inoltre durante le prove emersero numerosi problemi tecnici.
Gli altri cinque esemplari uscirono di fabbrica nello stesso anno, con gli ultimi due trasformati in aerei biposto (dotati di un secondo abitacolo che doveva accogliere un ingegnere) da adibire scopi sperimentali, per cercare di ovviare ai difetti riscontrati. Dopo che i primi prototipi ebbero effettuato i previsti collaudi, sui velivoli prodotti vennero adottate numerose modifiche. In base alle esperienze maturate dai tedeschi nell'intercettazione dei bombardieri pesanti in Europa, il primo prototipo venne modificato con l'armamento installato secondo la disposizione "Schrage Musik", con i due cannoni da 30 mm sparanti da una posizione obliqua. Il velivolo così modificato assunse la designazione J5N1-Kai.
Il secondo, terzo e quarto prototipo ebbero armamento installato nel muso, così come i due esemplari biposto. Dopo che era stato emesso un ordine per la produzione di 15 esemplari di preserie la Marina Imperiale decise di abbandonare lo sviluppo del velivolo, e nessuno degli aerei prodotti riuscì ad essere impiegato operativamente prima del termine della seconda guerra mondiale. Secondo alcune fonti non confermate nell'agosto 1945, durante una missione sperimentale, uno dei prototipi J5N1 riuscì ad intercettare un isolato bombardiere Boeing B-29 Superfortress di ritorno da una missione di bombardamento e ad abbatterlo.

## Versioni
- J5N1: versione da caccia costruita in sei prototipi
- J5N1-Kai: il primo prototipo, dotato di armamento modificato secondo la disposizione "Schrage Musik".

## Utilizzatori
Giappone
- Dai-Nippon Teikoku Kaigun Kōkū Hombu

## Esemplari attualmente esistenti
Alla fine della seconda guerra mondiale uno dei prototipi del Nakajima J5N1 Tenrai venne trasportato negli Stati Uniti per prove di valutazione. Al termine della sperimentazione una parte di esso, comprendente fusoliera, una semiala e serbatoi del carburante, venne acquisito dallo Smithsonian National Air and Space Museum di Washington ed è attualmente conservato presso il Paul Garber storage facility.